# Lechria coorgensis
Lechria coorgensis är en tvåvingeart som beskrevs av Alexander 1960. Lechria coorgensis ingår i släktet Lechria och familjen småharkrankar. Inga underarter finns listade i Catalogue of Life.